# Jacopo Dezi
Jacopo Dezi est un footballeur italien né le 10 février 1992 à Atri en Italie. Il joue au poste de milieu de terrain.